# Chapadas do Extremo Sul Piauiense
Chapadas do Extremo Sul Piauiense is een van de 15 microregio's van de Braziliaanse deelstaat Piauí. Zij ligt in de mesoregio Sudoeste Piauiense en grenst aan de microregio's Alto Médio Gurguéia, Barra (BA), Barreiras (BA), Cotegipe (BA) en Juazeiro (BA). De microregio heeft een oppervlakte van ca. 17.846 km². In 2006 werd het inwoneraantal geschat op 82.207.
Elf gemeenten behoren tot deze microregio:
- Avelino Lopes
- Corrente
- Cristalândia do Piauí
- Curimatá
- Júlio Borges
- Morro Cabeça no Tempo
- Parnaguá
- Riacho Frio
- Sebastião Barros
- Tamboril do Piauí
- Várzea Branca

Mesoregio's: Centro-Norte Piauiense · Norte Piauiense · Sudeste Piauiense · Sudoeste Piauiense

Microregio's: Alto Médio Canindé · Alto Médio Gurguéia · Alto Parnaíba Piauiense · Baixo Parnaíba Piauiense · Bertolínia · Campo Maior · Chapadas do Extremo Sul Piauiense · Floriano · Litoral Piauiense · Médio Parnaíba Piauiense · Picos · Pio IX · São Raimundo Nonato · Teresina · Valença do Piauí